# Mabrouk Belhocine
Pour les articles homonymes, voir Belhocine.
Mabrouk Belhocine (en kabyle : Mabruk Belḥusin), né le 5 avril 1921 à Chemini (Kabylie) en Algérie, et mort le 3 décembre 2016, est un avocat et écrivain algérien, militant de la cause nationale. Il fut haut fonctionnaire du Gouvernement provisoire de la République algérienne (GPRA).

## Biographie
Mabrouk Belhocine, né à Chemini dans la wilaya de Béjaïa en 1921, est originaire de la tribu des Aït Waghlis. Il est licencié en droit de l'université d'Alger. Il milite au PPA de mars 1946 à juin 1949 et en tant qu'avocat, il assure la défense de toutes les victimes de la répression. En mai 1953, il est élu conseiller municipal du second collège de Bougie (Bejaïa) sur une liste UDMA (fondée par Ferhat Abbas ;  parti communiste algérien) en tant que progressiste. Il ne va pas cesser avec des militants comme Gaston Revel de dénoncer le système colonial, en particulier les conditions difficiles de la population musulmane,. Il adhère au FLN fin décembre 1954. D'avril 1956 à mars 1957, il milite au sein de la Fédération de France, puis rejoint Tunis en avril 1957.
De juin 1958 à décembre 1959, Mabrouk Belhocine assume les fonctions de directeur du département devenu ministère de l'Armement. De janvier 1960 à octobre 1961, il exerce les fonctions de secrétaire général  adjoint du ministère des Affaires étrangères.  De novembre  1961 à mai 1962, il est chef de la mission du GPRA en Amérique latine. Député à l'Assemblée nationale constituante de 1962, il est réélu en 1964.
Après le 19 juin, Mabrouk Belhocine se consacre à sa profession. En juillet 1992, il est désigné membre de la Commission d'enquête sur l'assassinat du Président Mohamed Boudiaf.

## Publications
- Le courrier Alger-Le Caire (1954-1956) (Archives), Casbah Éditions, Alger, 2000
- Les correspondances entre l’intérieur et l’extérieur : Alger - Le Caire 1954-1956 (Histoire), Casbah Éditions, Alger, 2004
- Co-rédacteur de la plaquette du PPA (Parti du peuple Algérien) en 1948, L'Algérie libre vivra, comme contribution au débat sur la définition de la nation algérienne. Cette plaquette a été dénoncée et combattue par le clan messaliste et avait été à l'origine de la crise anti-berbère, dite « crise berbériste » en 1948-1949.